# 산겐자야
산겐자야 (三軒茶屋, さんげんぢゃや)는 일본 도쿄도 세타가야구의 지명이다. 현행 행정지역명은 '산겐자야잇쵸메' (三軒茶屋一丁目)와 '산겐자야니쵸메' (三軒茶屋二丁目)가 있다. 우편번호는 154-0024번이다. 줄임말로 '산챠' (三茶)라고 부르는 경우가 많다.

## 지리

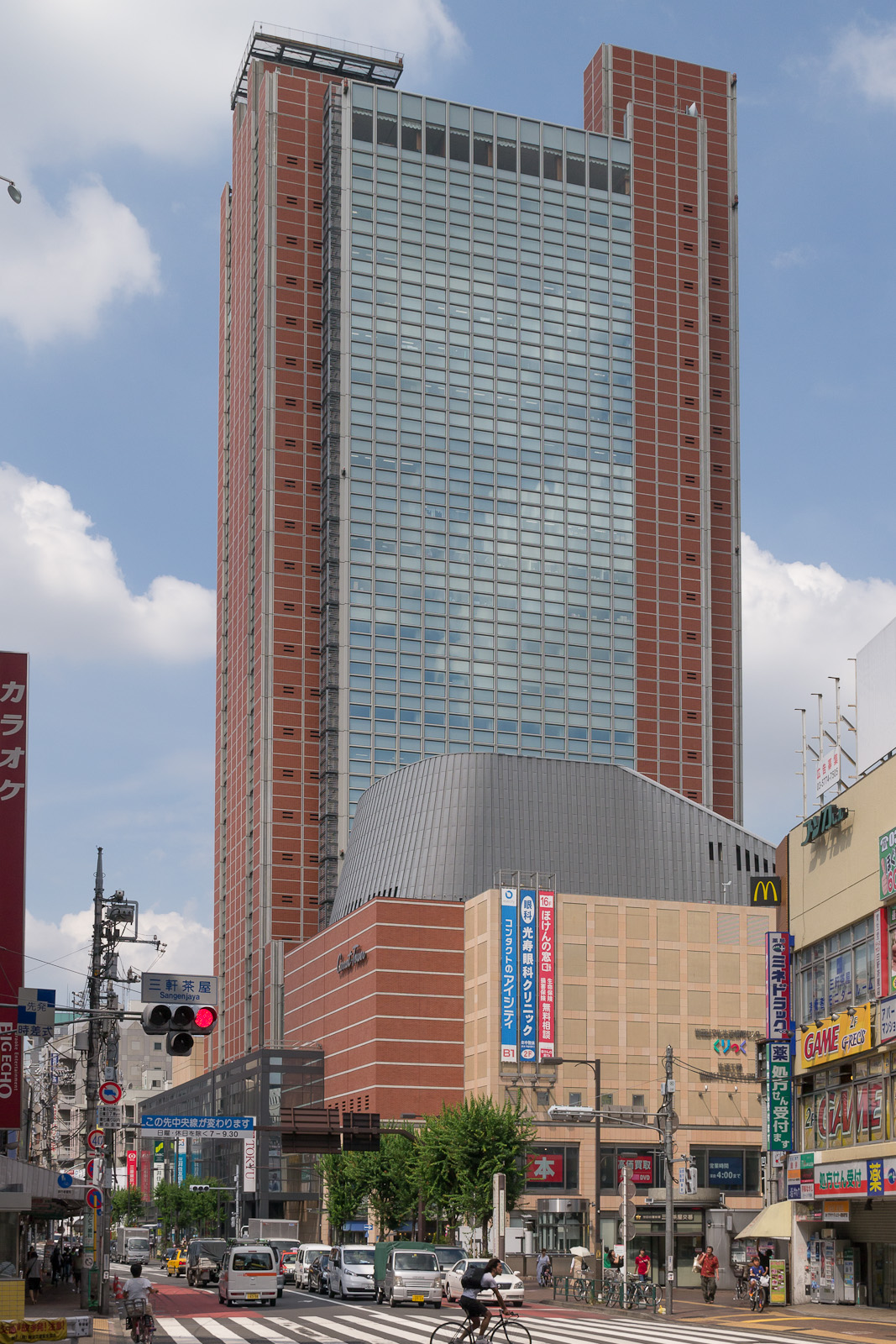
산겐자야 교차로의 세타가야 거리와 캐럿 타워

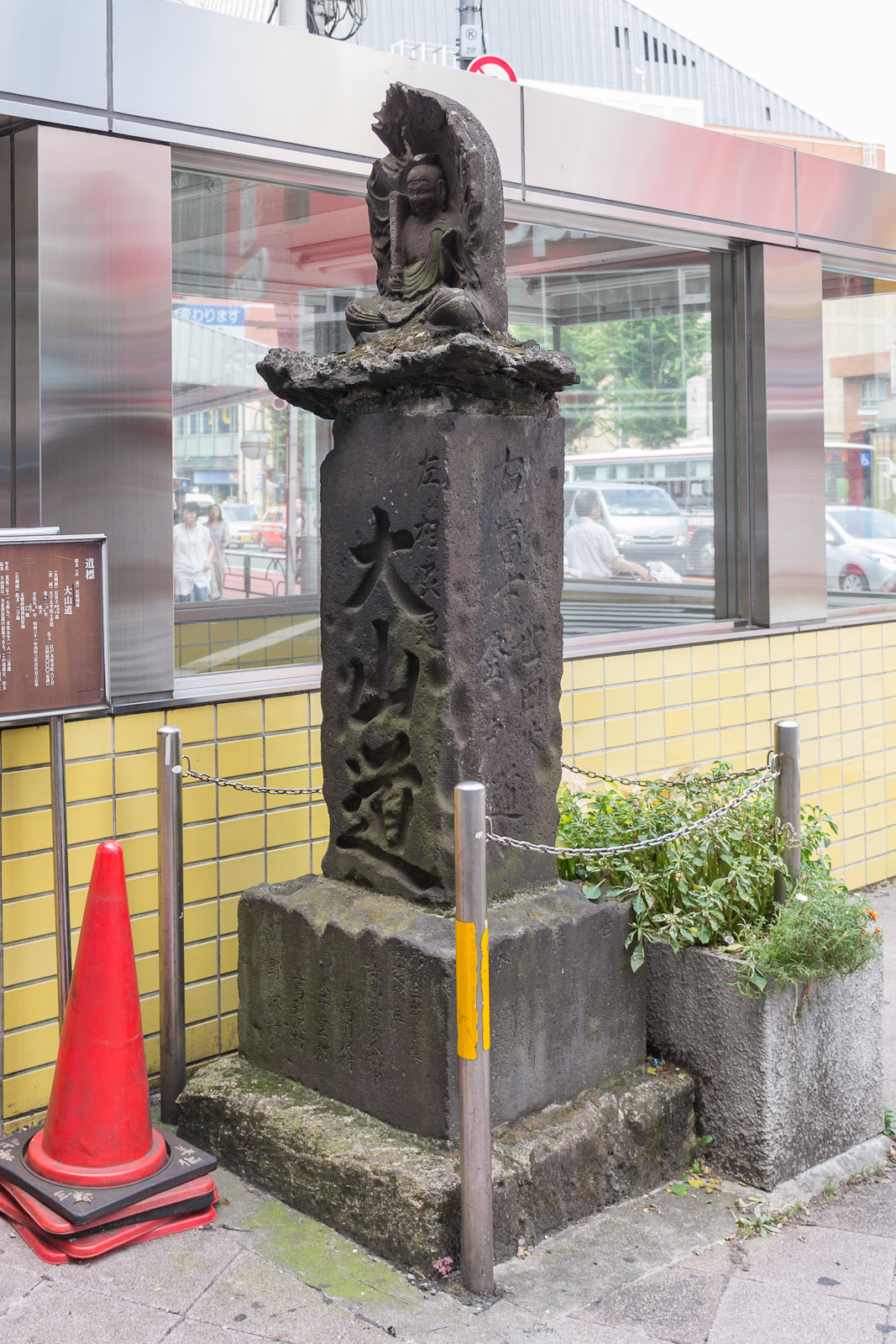
산겐자야 교차로에 있는 오오야마 길의 이정표

도쿄도 세타가야구의 중심부에 위치해 있으며 동쪽으로는 시모마 (下馬), 남쪽으로는 노자와·카미우마, 북쪽으로는 와카바야시·다이시도와 접한다.
세타가야 구내에서도 크게 번화한 상업 지역 중 하나인 동시에, 기치조지나 지유가오카와 더불어 '살고 싶은 동네' 순위에 이름을 나란히 올릴 정도로 인기가 많은 주택가도 있다. 시부야에서 가깝다는 점이나 '연예인이 많이 사는 동네'라는 점, 카페 붐을 일으키는 데 커다란 영향을 끼쳤다는 점 등에서 '멋진 동네' (オシャレな町)라 일컫는 경우가 많다. 또한 역전의 에코나미카세 상점가나 스즈란 거리 같은 옛날 경치가 많이 남아 있다.
한편 도큐 덴엔토시 선과 도큐 세타가야 선이 지나는 산겐자야 역과 그 주변에 재개발 공사로 건설된 복합빌딩, 캐럿 타워 등이 자리한 곳은 산겐자야가 아닌 다이시도에 있다.

### 땅값
산겐자야 주택가의 땅값의 경우, 2015년 1월 1일 공시지가 기준 산겐자야 1-16-18번지 지점이 1m²당 58만 5000엔에 달한다.

## 역사
옛 에바라 군 나카우마히키사와촌 (中馬引沢村), 시타우마히키사와촌 (下馬引沢村), 다이시도촌 (太子堂村) 등의 일부였다. 1932년 세타가야구가 성립되면서 산겐자야라는 공식 지명이 붙여지게 되었다.

### 지명 유래
에도 중기 이후, 신사 참배 인파로 붐볐던 오오야마 길과 노보리토 길의 갈림길 부근에 시가라키 (이후 이시바시로), 가도야, 다나카야 외 찻집 세 채 (軒)가 모여 있었던 것에서 유래하여, '세 채의 찻집'이라는 의미의 '산겐자야' (三軒茶屋)가 되었다. 산겐자야라는 이름은 분카 시대 (1804년 ~ 1817년)에 이르러 일반화된 것으로 보인다.
오오야마 길 (大山道)은 지금의 일본 국도 249호에 해당하며 세타, 후타고바시를 지나 오오야마로 향했다. 노보리토 길은 이이 가문의 봉토에 있던 세타가야 대관저택 (지금의 세타가야 구 세타가야 보로이치 길가)와 세카가야 우에마치 (上町)를 거쳐 노보리토로 향하던 가도로, 지금의 세타가야 거리에 해당한다.